# ۵۴مین دوره جوایز هنری بکسانگ
۵۴مین دورهٔ جوایز هنری بکسانگ (کره‌ای: 제54회 백상예술대상) مراسم در 3 مه 2018 به میزبانی شین دونگ یوپ، به سوزی و پارک بوگوم در سالن دی مرکز نمایشگاه و کنوانسیون کوکس در سئول برگزار شد. این برنامه به صورت زنده از جی‌تی‌بی‌سی پخش شد. این مراسم که توسط Ilgan Sports و جی‌تی‌بی‌سی پلاس برگزار شده‌است، تنها مراسم اهدای جوایز کره جنوبی است که از برترین‌های فیلم و تلویزیون قدردانی می‌کند.
بالاترین افتخارات شب، جایزه بزرگ (دسانگ)، در بخش فیلم به فیلم ۱۹۸۷: وقتی روز فرا می‌رسد و در بخش تلویزیون به درام جنگل اسرار اهدا شد.

## برندگان و نامزدها
- برندگان ابتدا لیست شده و با حروف درشت برجسته می‌شوند.[۵][۶][۷]
  - نامزدها[۸][۹][۱۰][۱۱]

### فیلم
| جایزه بزرگ | بهترین فیلم |
| - ۱۹۸۷: وقتی روز فرا می‌رسد (فیلم) - راننده تاکسی (فیلم) - کیم یون سوک (بازیگر) - ۱۹۸۷: وقتی روز فرا می‌رسد، قلعه - سونگ کانگ هو (بازیگر) - راننده تاکسی                                 | - قلعه - ۱۹۸۷: وقتی روز فرا می‌رسد - شورشگری از یک مستعمره - همراه با خدایان: دو دنیا - راننده تاکسی                                               |
| بهترین کارگردان | بهترین کارگردان تازه‌کار |
| - کیم یونگ هوا - همراه با خدایان: دو دنیا - یانگ وو سوک - باران فولادی - جانگ جون هوان - ۱۹۸۷: وقتی روز فرا می‌رسد - جانگ هون - راننده تاکسی - هوانگ دونگ هیوک - قلعه                   | - کانگ یون سونگ - قانون شکنان - مون سو ری - بازیگر زن در حال اجرا - شین جون - یونگ سون - چو هیون هون - جین - جون گو وون - ریزگرد                  |
| بهترین بازیگر نقش اول مرد | بهترین بازیگر نقش اول زن |
| - کیم یون سوک - ۱۹۸۷: وقتی روز فرا می‌رسد - ما دونگ سوک - قانون شکنان - سول کیونگ گو - بی رحم - سونگ کانگ هو - راننده تاکسی - جونگ وو سونگ - باران فولادی                               | - نا مون هی - من می‌توانم صحبت کنم - کیم اوک بین - دختر شرور - کیم ته ری - جنگل کوچک - سون یه جین - با تو بودن - چوی هی سو - شورشگری از یک مستعمره |
| بهترین بازیگر نقش فرعی مرد | بهترین بازیگر نقش فرعی زن |
| - پارک هی سون - ۱۹۸۷: وقتی روز فرا می‌رسد - کیم دونگ ووک - همراه با خدایان: دو دنیا - کیم هی وون - بی رحم - جو وو جین - باران فولادی - جین سون کیو - قانون شکنان                        | - لی سو کیونگ - قلب تیره - یوم هه ران - من می‌توانم صحبت کنم - ای سوم - جنگجویان سپیده دم - لی هانی - قلب تیره - جئون هه جین - بی رحم              |
| بهترین بازیگر تازه‌کار مرد | بهترین بازیگر تازه‌کار زن |
| - کو کیو هوان - جین - کیم سونگ کیو - قانون شکنان - کیم جون هان - شورشگری از یک مستعمره - لی گا سوب - اعمال خشونت‌آمیز - هو سونگ ته - قانون شکنان                                        | - چوی هی سو - شورشگری از یک مستعمره - نانا - کلاهبرداران - لی سو کیونگ - یونگ سون - لی جو یانگ - جین - جین کی جو - جنگل کوچک                      |
| بهترین فیلمنامه | جایزه فنی |
| - کیم کیونگ چان - ۱۹۸۷: وقتی روز فرا می‌رسد - کانگ یون سونگ - قانون شکنان - ایوم یو نا - راننده تاکسی - یانگ وو سوک، جونگ‌ها یونگ - باران فولادی - هوانگ سونگ گو - شورشگری از یک مستعمره | - جین جونگ هیون (وی‌اف‌ایکس) - همراه با خدایان: دو دنیا                                                                                             |

### تلویزیون
| جایزه بزرگ | |
| - جنگل اسرار (درام) - چو سونگ وو (بازیگر مرد) – جنگل اسرار | |
| بهترین درام | بهترین کارگردان |
| - مادر - مبهم - جنگل اسرار - مبارزه برای راه من - زندگی طلایی من | - کیم یون چول – زن باوقار - کیم چول کیو – مادر - مو وان ایل – مبهم - شین وون هو – دفترچه زندان - آن گیل هو – جنگل اسرار                                          |
| بهترین برنامه سرگرمی | بهترین برنامه آموزشی |
| - تختخواب و صبحانه هیوری - تنها زندگی می‌کنم - ماهیگیر شهر - خوش آمدید، اولین بار در کره؟ - آشپزخانه یون                                                                                               | - رقص ورزشی دختران - سوالات بی پاسخ - من یک شخص طبیعی هستم - سفر - هیچ سگ بدی در جهان وجود ندارد                                                                 |
| بهترین بازیگر نقش اول مرد | بهترین بازیگر نقش اول زن |
| - چو سونگ وو – جنگل اسرار - کیم سانگ جونگ – یاغی دزد مردم - پارک سو جون – مبارزه برای راه من - جانگ هیوک – گل پول - چان هو جین – زندگی طلایی من                                                       | - کیم نام جو – مبهم - کیم سون آه – زن باوقار - کیم هی سون – زن باوقار - شین هه سون – زندگی طلایی من - لی بو یونگ – مادر                                          |
| بهترین بازیگر نقش فرعی مرد | بهترین بازیگر نقش فرعی زن |
| - پارک هو سان – دفترچه زندان - بونگ ته گیو – بازگشت - آن جه هونگ – مبارزه برای راه من - یو جائه میونگ – جنگل اسرار - جونگ سانگ هون – زن باوقار                                                        | - یه جی وون – اول باید همو ببوسیم؟ - نا یونگ هی – زندگی طلایی من - را می ران – باشگاه انتقام جویان - سونگ‌ها یون – مبارزه برای راه من - جئون هه جین – مبهم        |
| بهترین بازیگر تازه‌کار مرد | بهترین بازیگر تازه‌کار زن |
| - یانگ سجونگ – حرارت عشق - کیم جونگ هیون – مدرسه ۲۰۱۷ - پارک هه سو – دفترچه زندان - وو دو هوان – نجاتم بده - لی کیو هیونگ – جنگل اسرار                                                                | - هو یول – مادر - کیم دا سوم – گروه خواهران - کیم سه جونگ – مدرسه ۲۰۱۷ - سو یون سو – زندگی طلایی من - وون جین آه – درخشش باران                                   |
| بهترین مجری ورتی مرد | بهترین مجری ورتی زن |
| - سو جانگ هون – نویینگ برادرز، همان تخت، رویاهای مختلف - کون هیوک سو – شنبه شب زنده کره - یو بیونگ جه – قهرمانان خزنده - لی سانگ مین – پسر کوچولوی من، نویینگ برادرز - جون هیون مو – تنها زندگی می‌کنم | - سونگ یون ای – دیدگاه تداخل‌آمیز دانشمند، پان بئول ریو - کانگ یو می – کنسرت گاگ - کیم سوک – ویدیو استار - پارک نا رائه – تنها زندگی می‌کنم - لی سو جی – کنسرت گاگ |
| بهترین فیلمنامه | جایزه فنی |
| - لی سو یون – جنگل اسرار - بک می کیونگ – زن باوقار - ایم سانگ چون – مبارزه برای راه من - جونگ بو هون – دفترچه زندان - جانگ سو کیونگ – مادر                                                            | - چی سانگ وو (فیلمبرداری) – سفر با پای پیاده |

| محبوب‌ترین بازیگر مرد | محبوب‌ترین بازیگر زن |
| - جونگ هه این - دفترچه زندان - ها جونگ وو - همراه با خدایان: دو دنیا - جو جونگ سوک - دو پلیس - کیم یون سوک - ۱۹۸۷: وقتی روز فرا می‌رسد - جانگ هیوک - گل پول - جانگ کی یونگ - بازگشت زوجین - جونگ وو سونگ - باران فولادی - لی بیونگ هون - قلعه - لی جی هون - شورشگری از یک مستعمره - لی جونگ سوک - وقتی تو خواب بودی - لی سونگ گی - یک ادیسه کره‌ای - پارک هه سو - دفترچه زندان - پارک سو جون - مبارزه برای راه من - ریو جون یول - راننده تاکسی - سو جی سوب - با تو بودن - سول کیونگ گو - بی رحم - سونگ کانگ هو - راننده تاکسی - وو دو هوان - نجاتم بده - یانگ سجونگ - حرارت عشق - یو جین گو - جنگجویان سپیده دم - یو سونگ هو - پادشاه صاحب ماسک - یون کیه سانگ - قانون شکنان | - به سوزی - وقتی تو خواب بودی - چوی هی سو - شورشگری از یک مستعمره - جئون هه جین - بی رحم - جونگ ریو وون - دادگاه جادوگر - جونگ سو مین - چون این اولین زندگیمه - جونگ یو می - دورجنبی - کانگ سو را - عشق انقلابی - کیم جی وون - مبارزه برای راه من - کیم هی سون - زن باوقار - کیم نام جو - مبهم - کیم اوک بین - دختر شرور - کیم سو هیون - پادشاه صاحب ماسک - کیم سو آن - همراه با خدایان: دو دنیا - کیم سون آه - زن باوقار - کیم ته ری - جنگل کوچک - لی بو یونگ - مادر - اوه یون سو - یک ادیسه کره‌ای - نا مون هی - من می‌توانم صحبت کنم - پارک شین هه - قلب تیره - شین هه سون - زندگی طلایی من - شین سه کیونگ - شوالیه سیاه - سون یه جین - با تو بودن |
| جایزه آیکون بازار | |
| - نانا | |